# Swordfish
Swordfish är en amerikansk-australisk actionfilm från 2001.

## Handling
Den före detta israeliske agenten Gabriel Shear (John Travolta) tänker finansiera sin bisarra patriotism med hjälp av den ultimata kuppen. Han planerar att tömma ett bankkonto med kodnamnet Swordfish. Till sin hjälp behöver Gabriel en av världens bästa hackers, Stanley Jobson (Hugh Jackman) och Halle Berry spelar skurk. Gabriel tvingar Stanley att hjälpa honom, om inte Stanley lyckas tömma kontot så kommer Gabriel att mörda hans dotter, Holly.

## Om filmen
Swordfish regisserades av Dominic Sena. John Travolta nominerades till en Golden Raspberry Award för sämsta manliga huvudroll.
Båten som Gabriel och Ginger använder i slutet av filmen bär seglingsklubbarna GKSS:s resp KSSS:s klubbmärken på sin akterspegel.
Filmen inleds med att rollfiguren Gabriel Shear talar om bristen på realism i dagens amerikanska filmer. Senare talar dock den finska hackern Axl Torvalds (som ersätts av Stanley Jobson) tyska med sin advokat.
Namnet på rollfiguren Axl Torvalds kan jämföras med Linux-skaparen Linus Torvalds.

## Rollista
| John Travolta  | – Gabriel Shear                   |
| Hugh Jackman   | – Stanley Jobson                  |
| Halle Berry    | – Ginger Knowles                  |
| Don Cheadle    | – agent J.T. Roberts              |
| Sam Shepard    | – senator James Reisman           |
| Vinnie Jones   | – Marco                           |
| Drea de Matteo | – Melissa                         |
| Rudolf Martin  | – Axl Torvalds                    |
| Zach Grenier   | – Bill Joy, assisterande regissör |
| Camryn Grimes  | – Holly Jobson                    |
| Tim DeKay      | – agent                           |